# The Teatime Sessions
The Teatime Sessions – album zawierający 9 utworów nagranych na żywo, podczas podcastów Tea with Hungry Lucy, wydany w sierpniu 2008 przez Hungry Lucy Music, dostępny w formie elektronicznej.

## Lista utworów
1. We Won't Go (Live on TWHL) – 4:01
2. Good Girl (live on TWHL) – 4:03
3. Love Vigilantes (live on TWHL) – 4:11
4. Open Window (live on TWHL) – 4:00
5. Rebirth (live on TWHL) – 3:39
6. Shine (live on TWHL) – 4:02
7. Softly (live on TWHL) – 3:08
8. Stay (live on TWHL) – 4:12
9. To Kill a King (live on TWHL) – 3:51